# センダー/超誘導体
『センダー/超誘導体』（原題：The sender）は、アメリカ合衆国の映画作品。

## キャスト
| 役名             | 俳優                       | 日本語吹替 |
| ---------------- | -------------------------- | ---------- |
| ダラス           | マイケル・マドセン         | 内田直哉   |
| ローズウォーター | R・リー・アーメイ          | 水野龍司   |
| ジーナ           | ダイアン・キャノン         | 火野カチコ |
| ロン             | ロバート・ヴォーン         | 田原アルノ |
| ロックウッド     | スティーヴン・ウィリアムズ | 幹本雄之   |

- その他の声の吹き替え：渡辺美佐／大坂史子／室園丈裕／樫井笙人／蘇武健治／坂口賢一／本田貴子／中村千絵